# Athyreus nebulosus
Athyreus nebulosus är en skalbaggsart som beskrevs av Henry Fuller Howden 1999. Athyreus nebulosus ingår i släktet Athyreus och familjen Bolboceratidae. Inga underarter finns listade.